# Atractus dunni
Atractus dunni är en ormart som beskrevs av Savage 1955. Atractus dunni ingår i släktet Atractus och familjen snokar. Inga underarter finns listade.
Arten förekommer i bergstrakter i Ecuador. Den vistas i områden som ligger 1530 till 1900 meter över havet. Honor lägger ägg.